# Neorhadinorhynchus nudus
Neorhadinorhynchus nudus är en hakmaskart. Neorhadinorhynchus nudus ingår i släktet Neorhadinorhynchus och familjen Cavisomidae. Inga underarter finns listade i Catalogue of Life.